# Butbro
Butbro är en tätort i Finspångs kommun, Östergötlands län cirka 4 km öster om Finspång.
1990 avgränsade SCB en småort med beteckningen Butbro-Näs + Bergvik. 1995 avgränsades området istället som en tätort.
1960-1980 fanns det en tätort med namnet Näs inom tätortens avgränsning.

## Befolkningsutveckling
| Befolkningsutvecklingen i Butbro 1990–2020 | Befolkningsutvecklingen i Butbro 1990–2020 | Befolkningsutvecklingen i Butbro 1990–2020 | Befolkningsutvecklingen i Butbro 1990–2020 | Befolkningsutvecklingen i Butbro 1990–2020 |
| ------------------------------------------ | ------------------------------------------ | ------------------------------------------ | ------------------------------------------ | ------------------------------------------ |
|                                            |                                            |                                            |                                            |                                            |
| År                                         |                                            |                                            | Folkmängd                                  | Areal (ha)                                 |
| 1990                                       | 1990                                       |                                            | 219                                        | 54#                                        |
| 1995                                       | 1995                                       |                                            | 203                                        | 46                                         |
| 2000                                       | 2000                                       |                                            | 211                                        | 46                                         |
| 2005                                       | 2005                                       |                                            | 215                                        | 46                                         |
| 2010                                       | 2010                                       |                                            | 261                                        | 46                                         |
| 2015                                       | 2015                                       |                                            | 290                                        | 40                                         |
| 2020                                       | 2020                                       |                                            | 283                                        | 39                                         |
| Anm.: Ny tätort 1995. # Som småort.        |                                            |                                            |                                            |                                            |